# Lidzbark
Lidzbark [ˈliʣbark] (umgangssprachlich auch Lidzbark Welski oder Lidzbark Działdowski; deutsch Lautenburg) ist eine Stadt im Powiat Działdowski der Woiwodschaft Ermland-Masuren in Polen. Sie ist Sitz der gleichnamigen Stadt-und-Land-Gemeinde mit 13.923 Einwohnern (Stand 31. Dezember 2020).

## Geographische Lage
Die Stadt liegt im ehemaligen Westpreußen, am Fluss Wel (Welle) und grenzt an den Jezioro Lidzbarskie (Lautenburger See).

## Geschichte

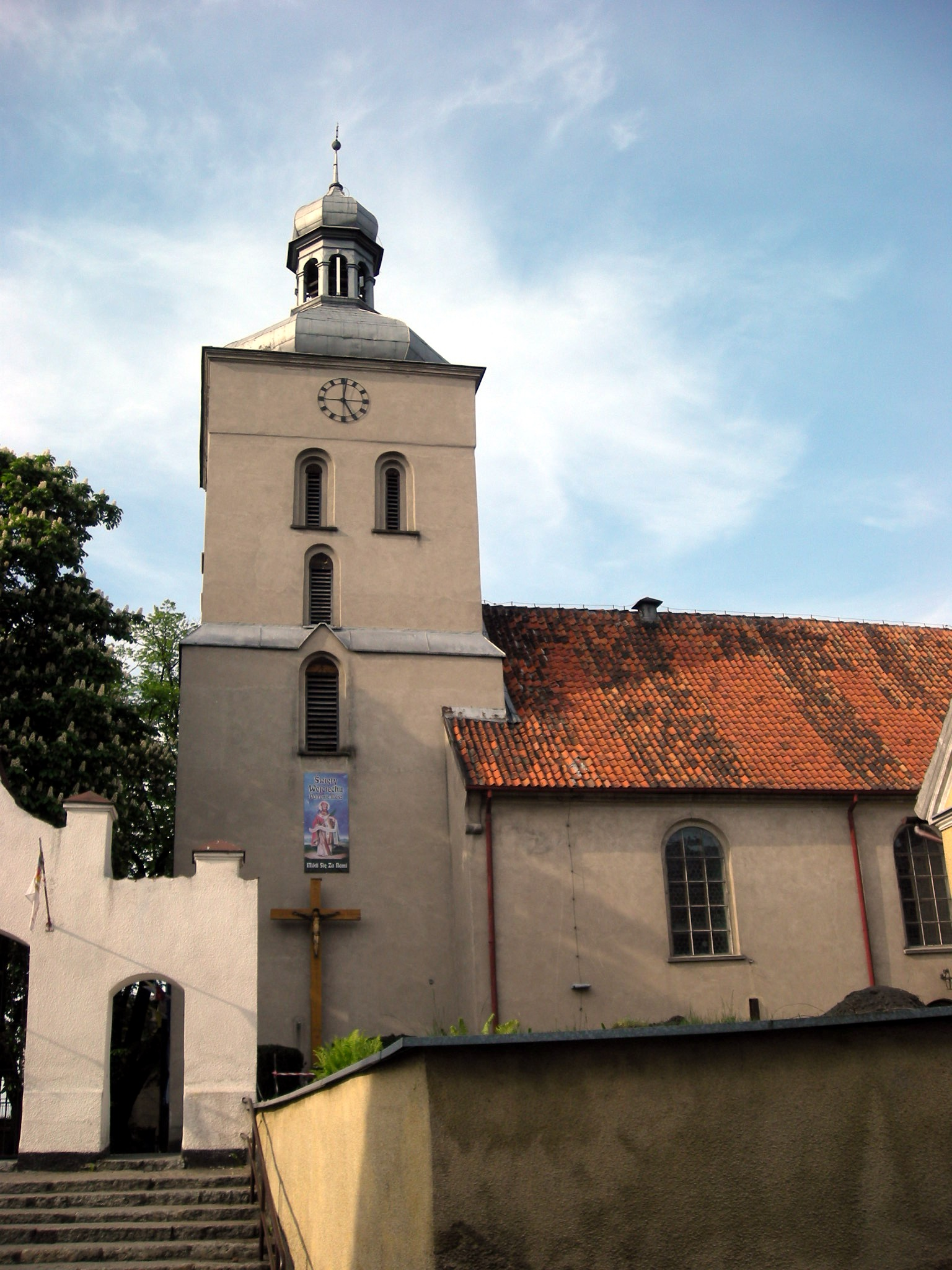
Stadtkirche

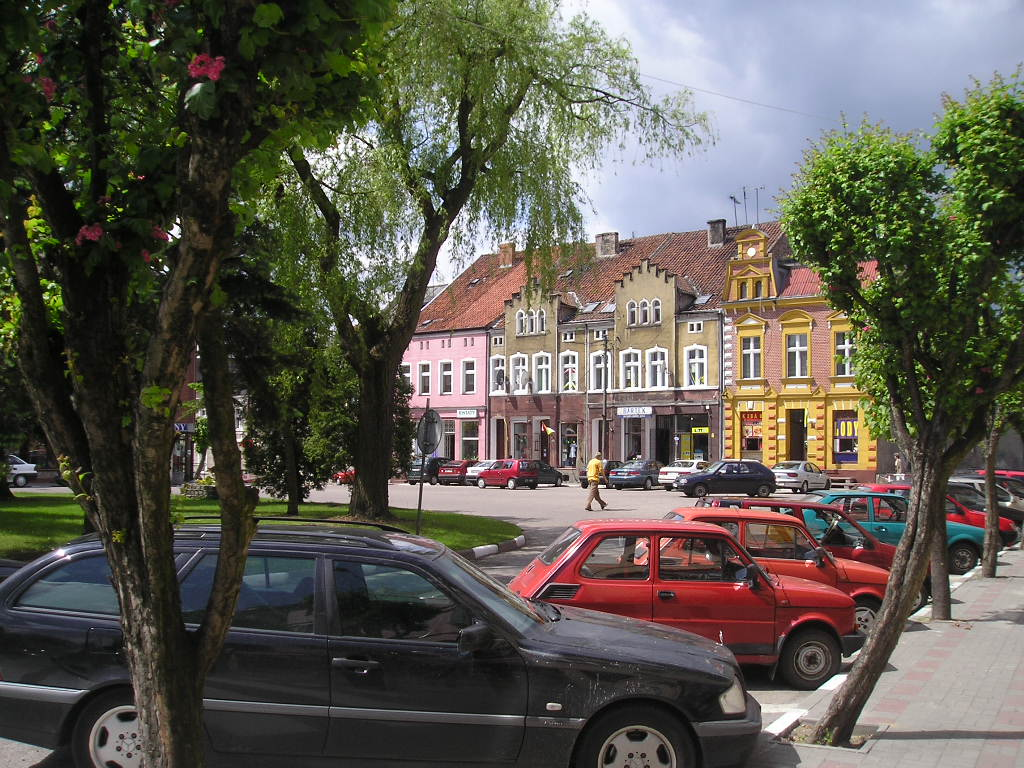
Häuser an einem Platz

Lautenburg wurde 1301 vom Deutschen Orden nach Kulmer Recht gegründet und kam 1303 auch in den Besitz des Ordens. 1314 richtete Otto von Lutterberg, Komtur in Culm, in Lautenburg einen Ordenshof ein, der von einem Vogt des Strasburger Konvents verwaltet wurde. Um 1350 entstand die Pfarrkirche.
Auf seinem Wege nach Tannenberg zog am 9. Juli 1410 das Heer des polnischen Königs Władysław II. Jagiełło durch die Stadt. Am 29. September 1413 kam es bei Lautenburg zur Meuterei der Stände des Deutschen Ordens, die zur Ablösung des Hochmeisters Heinrich von Plauen durch Michael Küchmeister führte.
Nach dem Zweiten Thorner Frieden stand Lautenburg als Teil des autonomen Polnisch-Preußens von 1466 bis 1772 unter der Schirmherrschaft der Krone Polens. 1746 wurden große Teile der Stadt durch einen Brand zerstört.
Im Rahmen der Annexionen bei der Ersten Polnischen Teilung 1772 wurde das westliche Preußen mit Lautenburg unter Friedrich II. von Preußen mit dem östlichen Teil des Königreichs Preußen zusammengefügt. Zu diesem Zeitpunkt hatte Lautenburg 510 Einwohner, die Stadt bestand aus 83 Holzhäusern und 18 Katen. Haupterwerb waren der Ackerbau, die Bierbrauerei, Branntweinbrennerei sowie etwas Handwerk. Um 1789 erfolgte die Ansiedlung evangelischer Kolonisten. Bei diesen 41 Familien handelte es sich vorwiegend um Handwerker. Die Einwohnerzahl stieg auf 802.
Während der Franzosenzeit war die Stadt von 1807 bis 1815 vorübergehend an das polnische Herzogtum Warschau angegliedert.
Von 1818 bis 1920 gehörte Lautenburg zum preußischen Landkreis Strasburg (Westpr.). 1887 erhielt es mit der heute stillgelegten Strecke Strasburg–Soldau Eisenbahnanschluss. Zu Beginn des 20. Jahrhunderts wurden in der Stadt neben den traditionellen Brennereien und Brauereien, Mahl- und Schneidemühlen, Gerbereien und ein Eisenhammer, eine Eisengießerei, Maschinenfabrik sowie eine Molkerei betrieben. Bedeutsam waren auch die großen Vieh- und Pferdemärkte sowie der Holz- und Getreidehandel in Lautenburg. Am Anfang des 20. Jahrhunderts hatte Lautenburg eine evangelische Kirche, eine katholische Kirche, eine Synagoge, eine Oberförsterei sowie ein Amtsgericht und wurde als Luftkurort besucht.
Bis zum Ersten Weltkrieg war die Stadt ein Durchgangsort für den Grenzverkehr der polnischen Saisonarbeiter auf den preußischen Dominialgütern.
Nach dem Ersten Weltkrieg musste Lautenburg mit dem ganzen Kreisgebiet aufgrund der Bestimmungen des Versailler Vertrags zum Zweck der  Einrichtung des Polnischen Korridors an Polen abgetreten werden. Durch den Überfall auf Polen 1939 kam Lautenburg in das Reichsgebiet zurück. Die Stadt wurde dem Reichsgau Danzig-Westpreußen angegliedert, zu dem sie bis 1945 gehörte.
Gegen Ende des Zweiten Weltkrieges wurde Lautenburg zu 70 Prozent zerstört und im Frühjahr 1945 von der Roten Armee erobert. Soweit die deutschen Bewohner nicht geflohen waren, wurden sie in der darauf folgenden Zeit vertrieben.

### Demographie
| Jahr | Einwohner | Anmerkungen                                                         |
| ---- | --------- | ------------------------------------------------------------------- |
| 1772 | 0518      |                                                                     |
| 1783 | 0802      | größtenteils Polen und Katholiken                                   |
| 1802 | 0 963     | [ 3 ]                                                               |
| 1816 | 0956      | davon 261 Evangelische, 600 Katholiken und 95 Juden                 |
| 1821 | 1305      | [ 3 ]                                                               |
| 1831 | 1575      | ein Drittel davon Polen                                             |
| 1875 | 3734      | [ 5 ]                                                               |
| 1880 | 3820      | [ 5 ]                                                               |
| 1890 | 3746      | davon 1281 Evangelische, 2105 Katholiken und 359 Juden (1500 Polen) |
| 1900 | 3593      | meist Katholiken                                                    |
| 1943 | 4329      |                                                                     |

## Kirche

### Evangelisch
Eine evangelische Gemeinde wurde im damaligen Lautenburg 1781 gegründet. Das Gotteshaus wurde erst 1828/29 errichtet und dient nach wie vor als evangelische Gottesdienststätte.

## Gemeinde
Zur Stadt-und-Land-Gemeinde (gmina miejsko-wiejska) Lidzbark mit einer Fläche von 255,7 km² gehören die Stadt selbst und 24 Dörfer mit Schulzenämtern.

### Partnerschaften
- Oebisfelde, Deutschland
- Guttau, Deutschland (nur Kooperationsvereinbarung)

## Persönlichkeiten
- Alfred Neumann (1895–1952), deutscher Schriftsteller
- Else Günther (auch: Else Günther-Junghans, 1912–nach 1973), Sängerin und Schriftstellerin
- Robert Klimek (* 1969), polnischer Prähistoriker und Heimatforscher
- Karolina Gajewska (* 1972), polnische Religionslehrerin und Politikerin.